# Thomas Frank (Schiedsrichter)
Thomas Frank (* 13. November 1969) ist ein deutscher Fußballschiedsrichter.
Thomas Frank ist seit 1982 Schiedsrichter für Eintracht Hannover und seit 1997 DFB-Schiedsrichter. Von 1999 bis 2009 pfiff er 81 Spiele der Zweiten Bundesliga. Seit 2002 wird Frank als Schiedsrichterassistent in der Fußball-Bundesliga eingesetzt, in der er bisher in 161 Partien assistierte. Von Anfang 2007 bis Ende 2010 war Frank auf der Liste der FIFA-Schiedsrichterassistenten gesetzt. Hauptberuflich ist er Krankenkassenfachwirt und lebt in Hannover.
Sein Vater Horst Frank trainierte ihn von der D- bis zur C-Jugend. In der C-Jugend spielte er mit Babak Rafati in derselben Mannschaft.